# Herbert Leggatt
Herbert Leggatt (ur. 26 października 1868 w Vellore, zm. 23 maja 1945 w Birkdale) – szkocki rugbysta, reprezentant kraju.
W latach 1891–1894 rozegrał w Home Nations Championship dziewięć spotkań dla szkockiej reprezentacji zdobywając jedno przyłożenie.